# Rodderhof
Rodderhof ist ein Weiler, der zur Stadt Lohmar im Rhein-Sieg-Kreis in Nordrhein-Westfalen gehört.

## Geographie
Rodderhof liegt im Nordwesten von der Stadt Lohmar. Umliegende Ortschaften und Weiler sind Oberschönrath im Norden, Burg Schönrath im Nordosten, Muchensiefen und Gammersbacher Mühle im Südosten, Kellershohn im Süden, Körferhof im Südwesten sowie Georgshof im Nordwesten.
Südlich und südöstlich von Rodderhof fließt der Gammersbach, ein orographisch linker Nebenfluss der Sülz.

## Geschichte
1885 hatte Rodderhof acht Wohnhäuser und 41 Einwohner.
Bis 1969 gehörte Sottenbach zu der bis dahin eigenständigen Gemeinde Scheiderhöhe.

## Sehenswürdigkeiten
Nordöstlich von Rodderhof liegt die Burg Schönrath.

## Verkehr
Rodderhof liegt südöstlich zur Kreisstraße 39.